# Schleswig-Holstein-Sonderburg-Augustenburg
Schleswig-Holstein-Sonderburg-Augustenburg (ed in danese Slesvig-Holsten-Sønderborg-Augustenborg) fu un ramo collaterale della Casato degli Oldenburg (in danese, Oldenborg) che prendeva il nome dal titolo di Duca di Augustenborg, conferito dal re di Danimarca al Capo di questa famiglia.

## Storia
Questa casata derivò nome da Ernest Gunther duca di Augustemborg, un membro della Casa ducale di Schleswig-Holstein (del ramo di Sønderborg) e membro cadetto della casa reale della Danimarca: era terzo figlio del duca Alessandro (1573-1627), secondo duca di Sonderborg, figlio del duca Giovanni (1545-1622), il primo duca, a sua volta figlio del re Cristiano III di Danimarca.
Ernest Gunther fece costruire un castello negli anni dopo il 1651, che prese il nome di Augustenborg in onore della sua moglie Augusta, lei stessa appartenente ad un ramo dei duchi dello Schleswig-Holstein, poiché figlia di Filippo (1584-1663), duca di Glucksburg. Poiché il castello divenne la sede principale di questo ramo della famiglia, usarono "Augustenborg" come nome distintivo. Poiché erano agnati della casa ducale, il titolo di duca apparteneva a tutti loro (secondo l'abitudine germanica). I duchi di Augustenborg non erano duchi sovrani, avendo ricevuto le loro terre in vincolo feudali dai duchi di Schleswig e dell'Holstein, cioè i re di Danimarca.
Verso la fine dello diciottesimo secolo, dal 1764, questo ramo della famiglia divenne genealogicamente il più prossimo dopo quello principale costituito dalla famiglia reale e, per via dei matrimoni, quello con più sangue danese. Così divenne di loro proprietà anche il castello di Sønderborg, ma contro tutte le aspettative i duchi di Augustemburg non vi si trasferirono, bensì lo affittarono come magazzino. Solo il penultimo duca di Augustenborg, Ernesto Gunther di Schleswig-Holstein-Sonderburg-Augustenburg, concesse che il museo della contea di Sønderborg fosse ospitato in una parte del castello nel 1920. L'anno seguente la Corona Danese comprò l'edificio dal duca.
Pochi anni dopo il re Federico VI di Danimarca, o piuttosto il suo consigliere principale Andreas Peter Bernstorff, spinse la sorella del sovrano Luisa Augusta di Danimarca a sposare il capo di questo ramo della famiglia, il duca Federico Cristiano II.
Nel 1810, un giovane membro della famiglia, il principe Cristiano Augusto di Schleswig-Holstein-Sonderburg-Augustenburg venne scelto come Principe Ereditario di Svezia e fu adottato dal re Carlo XIII di Svezia, ma nessuno dei duchi di Augustenburg salì su un trono, poiché il giovane morì appena un paio di mesi dopo il suo arrivo in Svezia.
Nel diciannovesimo secolo la linea della famiglia composta dalla Casa Reale danese minacciò di estinguersi ed il duca di Augustenborg era il congiunto di sesso maschile più prossimo al sovrano, pur non discendendo da Federico III di Danimarca, e ciò lo rese uno dei protagonisti nella Questione dello Schleswig-Holstein come pure nella successione danese.
Cristiano di Schleswig-Holstein-Sonderburg-Augustenburg duca di Augustenborg tentò di proclamarsi come duca Federico VIII di Schleswig-Holstein nel 1864 all'estinzione del ramo primogenito della famiglia, quello dei sovrani danesi, ma non ebbe successo. Sua figlia Augusta Vittoria di Schleswig-Holstein-Sonderburg-Augustenburg fu l'ultima imperatrice di Germania.
Il casato si estinse nel 1931: dopo la loro scomparsa il ramo più antico della famiglia è divenuto quello dei duchi di Glucksburg, in tedesco Schleswig-Holstein-Sonderburg-Glücksburg e in danese Slesvig-Holsten-Sønderborg-Lyksborg.

## Elenco di Duchi
Duchi di Augustenborg
- 1647 - 1689 Ernst Günther
- 1689 - 1692 Federico, figlio
- 1692 - 1731 Ernesto Augusto, fratello
- 1731 - 1754 Cristiano Augusto, nipote
- 1754 - 1794 Federico Cristiano I, figlio
- 1794 - 1814 Federico Cristiano II, figlio
- 1814 - 1869 Cristiano Augusto II, figlio.

Duchi di Schleswig-Holstein
- Federico VIII Augusto (1863–1880), figlio

Federico si proclamò Duca di Schleswig-Holstein nel 1863 e fu riconosciuto dalla Prussia come equivalente di un principato mediatizzato.
- Ernest Günther (1880–1921), figlio
- Alberto (1921–1931), cugino

Alla morte del duca Alberto la linea di Augustenburg si estinse, facendo divenire la linea secondaria agnatizia dei Targino-Flensburg e quella dei Holstein-Gottorp pretendente ai titoli.
Come la dinastia precedente degli Oldemburg, tutti i monarchi dell'attuale linea dei Glücksburg regnanti in Danimarca avrebbe diritto al titolo ducale di Schleswig e dell'Holstein, ma la regina Margrethe II ha abbandonato questa tradizione alla sua ascesa al trono danese nel 1972. I Glücksburg considerano i due territori come entità separate.

## Genealogia
- Ernst Günther (1609-1689)
  - Federico (1652-1692)
  - Filippo Ernesto (1655-1677)
  - Ernesto Augusto (1660-1731)
  - Federico Guglielmo (1668-1714)
    - Cristiano Augusto (1731-1754)
      - Federico Cristiano I (1721-1794)
        - Federico Cristiano II (1765-1814)
          - Cristiano (1798-1869)
            - Alessandro (1821-1823)
            - Federico Augusto (1829-1880)
              - Federico Guglielmo (1857-1858)
              - Augusta Vittoria (1858-1921)
              - Carolina Matilde (1860-1932)
              - Federico Vittorio (* † 1862)
              - Ernesto Gunther (1863-1921)
              - Luisa Sofia (1866-1952)
              - Fedora (1874-1910)

            - Cristiano (1831-1917)
              - Cristiano Vittorio (1867-1900)
              - Alberto (1869-1931)
                - Valeria Maria (1900-1953)

              - Federico (1876)
              - nato morto (1877)
              - Elena Vittoria (1870-1948)
              - Maria Luisa (1872-1956)

            - Luisa Augusta (1823-1871)
            - Carlojna Amalia (1826-1901)
            - Guglielmina (1828-1829)
            - Carolina (1833-1917)

          - Federico Emilio (1800-1865)
            - Federico Cristiano (1830-1881)
              - Carmelita (1871-1948)
              - Luisa Amelia (1873-1955)

            - Cristiano (1832-1834)
            - Luisa Carolina (1836-1866)
            - Maria (1838-1839)

          - Carolina Amalia (1796-1881)

        - Federico Carlo (1767-1841)
          - Federico Augusto (1802-1843)
          - Giorgio Enrico (1805-1849)
          - Augusto Constantino (1805-1807)
          - Giulio Alessandro (1807)
          - figlio nato kmorto (1808)
          - Waldemaro (1810-1871)
          - figlio nato morto (1812)
          - Carlotta Luisa (1803-1880)
          - Paolina (1804-1887)
          - Amalia (1813-1870)
          - Sofia (1815-1861)

        - Cristiano Augusto (1768-1810)
        - Carlo Guglielmo (1770-1771)
        - Luisa Cristina Carolina (1763-1.1764)
        - Luisa Cristina Carolina (1764-1815)
        - Sofia Amelia (1769)

      - Emilio Augusto (1722-1786)
      - Cristiano Ulrico (1723)
      - Sofia Carlotta (1725-1752)
      - Cristina Ulrike (1727-1794)
      - Sofia (1731-1799)
      - figlio (1732)
      - Carlotta Amalia (1736-1815)
      - figlio (1736)

    - Federico Carlo (1701-1702)
    - Carlotta Amalia (1697-1760)
    - Sofia Luisa (1699-1765)
    - Augusta Guglielmina (1700)

  - Sofia Amalia (1654-1655)
  - Sofia Augusta (1657)
  - Luisa Carlotta (1658-1740)
  - Ernestina Justine (1659-1662)
  - Dorotea Luisa (1663-1721)
  - figlio (1665)